# 林登湖
50°5′24.96″N 9°0′45.32″E / 50.0902667°N 9.0125889°E

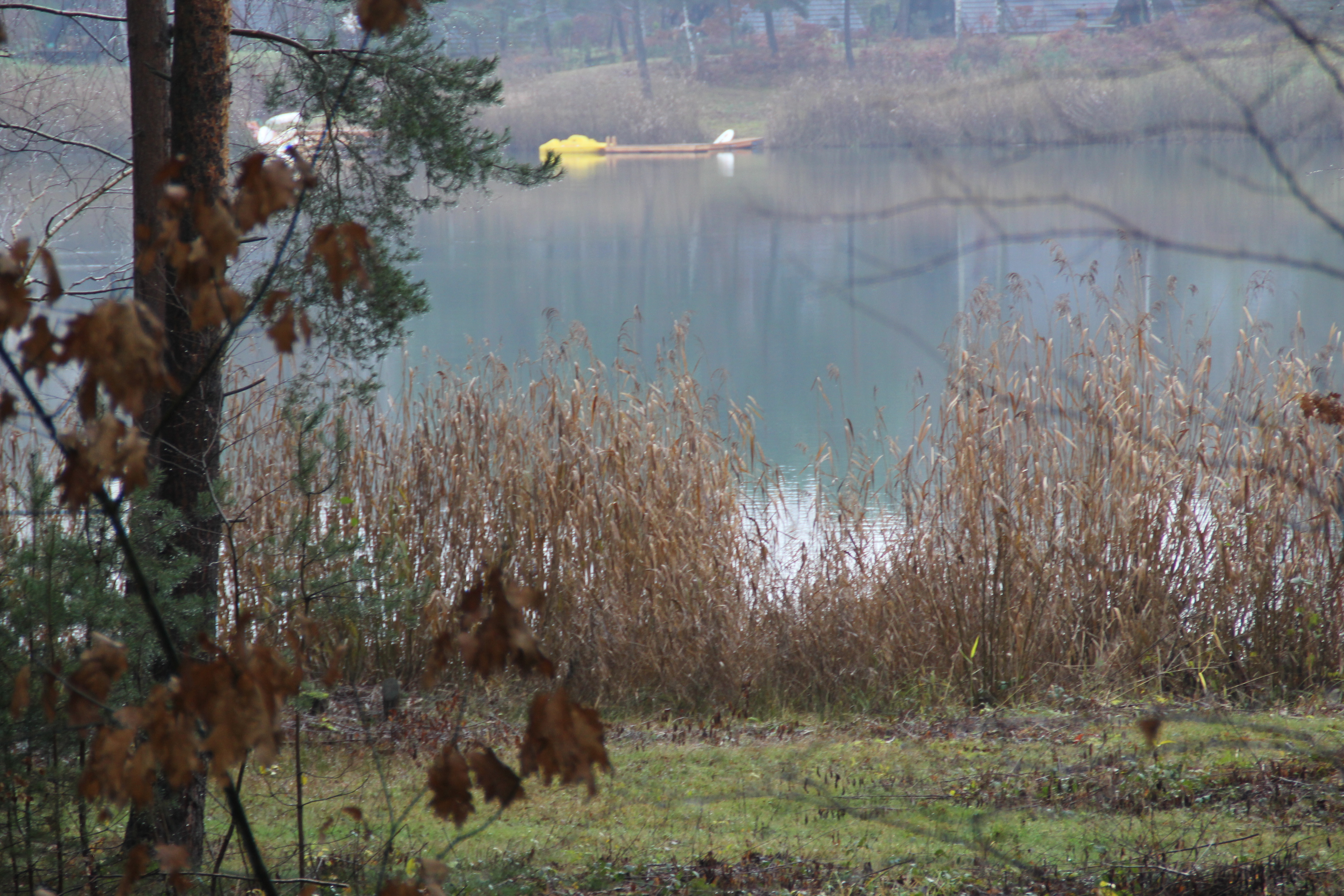

林登湖（德語：Lindensee），是德國的湖泊，位於該國東南部，由巴伐利亞州負責管轄，處於美因河畔卡爾，長0.5公里、寬0.3公里，面積0.086平方公里，海拔高度109米。